# Segestria bavarica
Segestria bavarica là một loài nhện trong họ Segestriidae.
Loài này thuộc chi Segestria. Segestria bavarica được Carl Ludwig Koch miêu tả năm 1843.